# Neolophonotus rapax
Neolophonotus rapax là một loài ruồi trong họ Asilidae. Neolophonotus rapax được Ricardo miêu tả năm 1920.